# Hellotia
Hellotia o Ellotia (en griego antiguo: ἐλλώτια or ἑλλώτια) puede referirse a:
1. un epíteto de Atenea y también el nombre del festival en su honor en Corinto.
2. un festival en honor a Europa en Creta.

## Atenea
Según el escoliasta de Píndaro (Ol. xiii. 56), el nombre derivaba del pantano fértil (έλος, helos) cerca de Maratón, donde Atenea tenía un santuario; o de Hellotia, una de las hijas de Timandro, que huyó al templo de Atenea cuando Corinto fue incendiada por los dorios, y fue destruida en el templo con su hermana Euritione. Poco después, estalló una plaga en Corinto, y el oráculo declaró que no cesaría hasta que las almas de las doncellas fueran propiciadas, y se debería erigir un santuario a Atenea Hellotis.
Hellotia era el nombre del festival que incluía una carrera de antorchas celebrada en Corinto en honor a Atenea.

## Europa
Según Seleuco, el festival tomó su nombre de hellotis (ἑλλωτίς), una guirnalda de mirto que se llevaba en la procesión del festival.
En la enciclopedia Dictionary of Greek and Roman Biography and Mythology se escribe que Hellotis (Ἑλλωτίς) era un epíteto de Europa en Creta y por ello el festival se llamaba Hellotia.